# Дієго Бенедіто
Дієго Бенедіто Галвау Машиму або просто Дієго Бенедіто чи Дієго (порт. Diego Benedito Galvão Máximo / Diego Benedito / Diego; нар. 22 квітня 1986, Бразилія) — бразильський футболіст, захисник вануатського клубу «Гелексі».

## Життєпис
Дорослу футбольну кар'єру розпочав у «Гуаратінгеті», яка виступала в Серії C. У лютому 2007 року перейшов до «Погоні» (Щецин), яку очолював Лібор Пала. 3 березня 2007 року дебютував у Першій лізі в програному (0:1) матчі проти ЛКС (Лодзь). Після завершення сезону 2006/07 років, в якому «Погонь» посіла останнє місце в турнірній таблиці, покинув клуб. Загалом він зіграв у 10 матчах чемпіонату (2 нічиї та 8 поразок), не відзначився жодним голом. Влітку 2008 року побував на перегляді в МФК «Кошиці», з ініціативи Яна Козака, але тренерський персонал вирішив запрошувати його до клубу.
З осені 2008 року продовжив кар’єру в іранських клубах Про-ліги Перської затоки та Ліги Азадеган: «Паям» (Мешхед), «Естеглал Ахваз», «Іранджаван», «Фаджр Сепасі» і «Пайкан» (Тегеран). У середині сезону 2013/14 років став гравцем мексиканського клубу «Белленас Галеана» (Асенсіо MX). За вище вказаний клуб не зіграв жодного матчу в чемпіонаті. Восени 2014 року грав у п'ятій лізі турецького чемпіонату за «Пазарчикспор». У 2015 році залишався вільним агентом.
У січні 2016 року Дієго Машиму став гравцем команди «Естансіану» з Ліги Сержипіану. Місяць по тому перейшов до вануатського клубу «Амікаль», у футболці якого провів 3 матчі групового етапу Ліги чемпіонів ОФК 2016. На початку 2017 року відданий в оренду «Рева» (Фіджі), щоб підсилити клуб перед тартом у Лізі чемпіонів ОФК 2017. Зіграв у всіх 3-х матчах групового етапу, за підсумками якого «Рева» з 3-ма набраними очками посів останнє місце в групі D. Влітку 2017 року перейшов до «Маріст Файр» (Соломонові Острови). У січні 2018 року знову став гравцем «Реви», цього разу на повноцінній основі. У грудні 2018 року перейшов до «Еракор Голден Стар», а на початку січня 2020 року — до іншого вануатського клубу, «Гелексі».

## Статистика виступів
| Клубні виступи | Клубні виступи   | Клубні виступи | Ліга  | Ліга |
| Сезон          | Клуб             | Ліга           | Матчі | Голи |
| польща         | польща           | польща         | Ліга  | Ліга |
| -------------- | ---------------- | -------------- | ----- | ---- |
| 2007–08        | «Погонь» (Щецин) | II ліга        | 10    | 0    |
| Ірна           | Ірна             | Ірна           | Ліга  | Ліга |
| 2008–09        | «Паям»           | Про-ліга       | 20    | 0    |
| 2009–10        | «Естеглал Ахваз» | Про-ліга       | 26    | 0    |
| 2010–11        | «Естеглал Ахваз» | Дивізіон 1     | 16    | 0    |
| 2011–12        | «Іранджаван»     | Дивізіон 1     | 20    | 1    |
| 2012–13        | «Фаджр Сепасі»   | Про-ліга       | 15    | 0    |
| 2012–13        | «Пайкан»         | Про-ліга       | 0     | 0    |
| Загалом        | Загалом          | Загалом        | 107   | 2    |